# کیرا کجاست؟
کیرا کجاست؟ (به انگلیسی: Where Is Kyra?) فیلمی محصول سال ۲۰۱۷ و به کارگردانی اندرو دوسنمو است. در این فیلم بازیگرانی همچون میشل فایفر، کیفر ساترلند، سام روباردس و روتانیا آلدا ایفای نقش کرده‌اند.